# 希夏诺
希夏诺（義大利語：Scisciano），是意大利那不勒斯省的一个市镇。总面积5平方公里，人口5794人，人口密度1158.8人/平方公里（2009年）。ISTAT代码为063077。